# لاتویا جکسون (آلبوم)
لاتویا جکسون (انگلیسی: La Toya Jackson) اولین آلبوم سال ۱۹۸۰ از خواننده و ترانه‌سرای آمریکایی لاتویا جکسون است. این آلبوم در آمریکا و اروپا منتشر شد. این آلبوم بیشتر برای تک‌آهنگ «عاشقِ شبانه» شناخته می‌شود، قطعه‌ای که توسط برادر لاتویا، مایکل جکسون تهیه شده است، که خوانندۀ پس‌زمینۀ این ترانه نیز است. این آلبوم به رتبه ۱۱۶ در بیلبورد ۲۰۰، شماره ۲۶ در جدول آلبوم‌های سیاه برتر بیلبورد، و شماره ۱۷۸ در بریتانیا رسید. این آلبوم دو تک‌آهنگ ایجاد کرد: «اگر احساسِ بدی کردی» و «عاشقِ شبانه».

## منبع
1. ↑  «Music». Billboard (به انگلیسی). دریافت‌شده در ۲۰۲۳-۰۲-۰۹.
2. ↑  «Music». Billboard (به انگلیسی). دریافت‌شده در ۲۰۲۳-۰۲-۰۹.